# Eupelmus tachardiae
Eupelmus tachardiae is een vliesvleugelig insect uit de familie Eupelmidae. De wetenschappelijke naam is voor het eerst geldig gepubliceerd in 1896 door Howard.